# Подравске-Сесвете
Подравске-Сесвете (хорв. Podravske Sesvete) — община и одноимённый посёлок на севере Хорватии, в Копривницко-Крижевацкой жупании. Община состоит только из посёлка Подравске-Сесвете, других населённых пунктов в неё не входит. Население — 1628 человек (2011). Подавляющее большинство населения — хорваты (99 %). 
Подравске-Сесвете находится в 10 км на юго-восток от Джурджеваца и в трёх километрах от основного русла Дравы, по которому здесь проходит граница с Венгрией. Рядом с деревней проходит административная граница с Вировитицко-Подравской жупанией. Территория общины расположена на плодородной Подравинской низменности, Подравске-Сесвете окружёно сельскохозяйственными угодьями, большинство жителей занято в сельском хозяйстве и пищевой промышленности. Посёлок связан местной дорогой c посёлком Клоштар-Подравски (4 км), через который проходит автодорога D2 Вараждин — Копривница — Осиек.